# Mike Harris
 Mike Harris  (Mufulira, Rhodèsia del Nord, 25 de maig de 1939) va ser un pilot de curses automobilístiques sud-africà que va arribar a disputar curses de Fórmula 1.

## A la F1
Mike Harris va debutar a la novena i última cursa de la temporada 1962 (la tretzena temporada de la història) del campionat del món de la Fórmula 1, disputant el 29 de desembre del 1962 el GP de Sud-àfrica al circuit de East London.
Va participar en una única prova puntuable pel campionat de la F1, no aconseguint finalitzar la cursa i no assolí cap punt pel campionat del món de pilots.

## Resultats a la Fórmula 1
| Any  | Equip       | Xassís | Motor      | 1   | 2   | 3   | 4   | 5   | 6   | 7   | 8   | 9       | Posició | Punts |
| ---- | ----------- | ------ | ---------- | --- | --- | --- | --- | --- | --- | --- | --- | ------- | ------- | ----- |
| 1962 | Mike Harris | Cooper | Alfa Romeo | HOL | MON | BEL | FRA | GBR | ALE | ITA | USA | SUD Ret | -       | 0     |

### Resum
| Curses: | Victòries: | Pòdiums: | Poles: | Voltes ràpides: | Punts: |
| ------- | ---------- | -------- | ------ | --------------- | ------ |
| 1       | 0          | 0        | 0      | 0               | 0      |